# Campeonato Europeu de Ginástica Artística de 2007 - Resultados femininos
Os resultados femininos do Campeonato Europeu de Ginástica Artística de 2007 contaram com todas as provas individuais.

## Resultados

### Individual geral
Finais
| Posição           | Ginasta                  | Total  |
| ----------------- | ------------------------ | ------ |
| Medalha de ouro   | ITA Vanessa Ferrari      | 61,075 |
| Medalha de prata  | ROM Sandra Izbasa        | 59,900 |
| Medalha de bronze | UKR Alina Kozich         | 59,300 |
| 4                 | ROM Steliana Nistor      | 58,175 |
| 5                 | RUS Ekaterina Kramarenko | 57,825 |
| 6                 | GER Oksana Chusovitina   | 57,450 |
| 7                 | CZE Kristina Palesova    | 57,450 |
| 7                 | RUS Kristina Pravdina    | 57,450 |
| 9                 | NED Verona van Leur      | 56,225 |
| 10                | GER Anja Brinker         | 56,025 |
| 11                | UKR Daria Zgoba          | 55,825 |
| 12                | GRC Stefani Bismpikou    | 55,750 |
| 13                | FRA Cassy Vericel        | 55,625 |
| 14                | ITA Federica Macri       | 55,600 |
| 15                | ESP Patricia Moreno      | 55,475 |
| 16                | BEL Gaelle Mys           | 54,900 |
| 17                | NED Lichelle Wong        | 54,825 |
| 18                | BUL Viktoria Karpenko    | 54,725 |
| 19                | SWE Veronica Wagner      | 54,600 |
| 20                | GBR Hannah Clowes        | 54,550 |
| 21                | CZE Nicole Pechancova    | 53,900 |
| 22                | LTU Jelena Zaneskaja     | 53,825 |
| 23                | ESP Mercedes Alcaide     | 53,675 |
| 24                | BLR N. Marachkoukaya     | 23,650 |

| Pos.              | Ginasta                 | Pts    |
| ----------------- | ----------------------- | ------ |
| Medalha de ouro   | ITA Carlotta Giovannini | 14,812 |
| Medalha de prata  | GER Oksana Chusovitina  | 14,725 |
| Medalha de bronze | RUS Anna Grudko         | 14,450 |
| 4                 | RUS Yulia Lozhecko      | 14,450 |
| 5                 | CZE Jana Komrskova      | 14,350 |
| 6                 | GBR Marissa King        | 14,175 |
| 7                 | HUN Enikoe Korcsmaros   | 14,012 |
| 8                 | ROM Sandra Izbasa       | 13,975 |

| Pos.              | Ginasta                  | Pts    |
| ----------------- | ------------------------ | ------ |
| Medalha de ouro   | UKR Daria Zgoba          | 15,775 |
| Medalha de prata  | ROM Steliana Nistor      | 15,725 |
| Medalha de bronze | RUS Ekaterina Kramarenko | 15,425 |
| 4                 | FRA Katheleen Lindor     | 14,700 |
| 5                 | CZE Jana Sikulova        | 14,675 |
| 6                 | ITA Vanessa Ferrari      | 14,375 |
| 7                 | GER Anja Brinker         | 13,600 |
| 8                 | NED Lichelle Wong        | 12,925 |

| Pos.              | Ginasta               | Pts    |
| ----------------- | --------------------- | ------ |
| Medalha de ouro   | RUS Yulia Lozhecko    | 15,675 |
| Medalha de prata  | ROM Sandra Izbasa     | 15,525 |
| Medalha de bronze | GRC Stefani Bismpikou | 15,475 |
| Medalha de bronze | ROM Steliana Nistor   | 15,475 |
| 5                 | UKR Alina Kozich      | 15,450 |
| 6                 | RUS Kristina Pravdina | 15,250 |
| 7                 | UKR Iryna Krasnianska | 15,225 |
| 8                 | ITA Vanessa Ferrari   | 13,550 |

| Pos.              | Ginasta                | Pts    |
| ----------------- | ---------------------- | ------ |
| Medalha de ouro   | ITA Vanessa Ferrari    | 15,400 |
| Medalha de prata  | GBR Elizabeth Tweddle  | 15,250 |
| Medalha de bronze | UKR Alina Kozich       | 15,050 |
| 4                 | FRA Cassy Vericel      | 14,625 |
| 5                 | ROM Steliana Nistor    | 14,600 |
| 6                 | GER Oksana Chusovitina | 14,450 |
| 7                 | ESP Patricia Moreno    | 14,375 |
| 8                 | ROM Sandra Izbasa      | N/C    |